# Szaknyér, Vas
Szaknyér  este un sat în districtul Körmend, județul Vas, Ungaria, având o populație de 56 de locuitori (2011). 

## Demografie
Componența etnică a satului Szaknyér
     Maghiari (100%)
Componența confesională a satului Szaknyér
     Reformați (51,79%)
     Luterani (19,64%)
     Romano-catolici (14,29%)
     Necunoscută (14,29%)
Conform recensământului din 2011, satul Szaknyér avea 56 de locuitori. Din punct de vedere etnic, majoritatea locuitorilor (100,0%) erau maghiari.  Din punct de vedere confesional, majoritatea locuitorilor (51,79%) erau reformați, existând și minorități de luterani (19,64%) și romano-catolici (14,29%). Pentru 14,29% din locuitori nu este cunoscută apartenența confesională.